# Dendrophthora cubensis
Dendrophthora cubensis är en sandelträdsväxtart som beskrevs av August Wilhelm Eichler. Dendrophthora cubensis ingår i släktet Dendrophthora och familjen sandelträdsväxter. Inga underarter finns listade i Catalogue of Life.